# Terra Indígena Pirititi
A Terra Indígena Pirititi, localizada no município de Rorainópolis (RR), possui cerca de 43 mil hectares de território com restrição de uso e acesso definido pela FUNAI.   
Neste território estão presentes povos isolados chamados pelos povos vizinhos da TI Waimiri-Atroari de Piritiri ou Tiquiriá, sendo identificados como parentes.

## Histórico
O povo Pirititi é citado pelos Waimiri-Atroari desde a década de 1980, durante a identificação e delimitação da TI Waimiri-Atroari. Acreditava-se que os Pirititi estavam localizados dentro desta última TI. No entanto, estudos de 2011 realizados pela FUNAI avistaram esse povo durante sobrevôo fora do território Waimiri-Atroari. Assim, foi gerada a necessidade de proteção desse povo isolado, já que a pressão externa relacionada ao desmatamento para criação de gado e loteamentos era crescente.
Dessa forma, em dezembro de 2012, a FUNAI publica portaria restringindo o direito de ingresso, locomoção e permanência de pessoas estranhas aos quadros do órgão, na Terra Indígena Pirititi, em área de aproximadamente 43 mil hectares.
A portaria foi renovada em 2015, 2018, 2021 e 2022, sendo que estas duas últimas foram renovadas por apenas seis meses, durante o governo Jair Bolsonaro. Segundo o Ministério Público Federal (MPF), tais renovações de menor duração eram uma ameaça aos povos isolados presentes no território, já que colonos, madeireiros e grileiros se aproveitavam para realizar invasões próximo à data de expiração das portarias, além de trazer a expectativa de revogação definitiva da medida protetiva do território.
Já em novembro de 2022, a FUNAI acertou um acordo com o MPF definindo a restrição de acesso à Terra Indígena Pirititi por tempo indeterminado. O órgão também estipulou o prazo de fevereiro de 2025 para concluir os trabalhos de delimitação e identificação da TI. Neste mesmo mês, o Ministério da Justiça e Segurança Pública autoriza o envio de militares da Força Nacional pela primeira vez para apoiar a FUNAI na proteção da terra indígena pelo prazo de 90 dias. Essa atuação da Força Nacional foi renovada posteriormente mais quatro vezes no ano de 2023, sendo revalidada por mais 60 dias em janeiro e março, depois por mais 90 dias de renovação em maio e setembro pelo Ministério da Justiça.

## Desmatamento e grilagem
Em 2018, foi realizada a maior apreensão de madeira retirada ilegalmente no estado de Roraima, efetuada pelo Ibama dentro do território dos Pirititi e confiscando cerca de 7,3 mil toras.

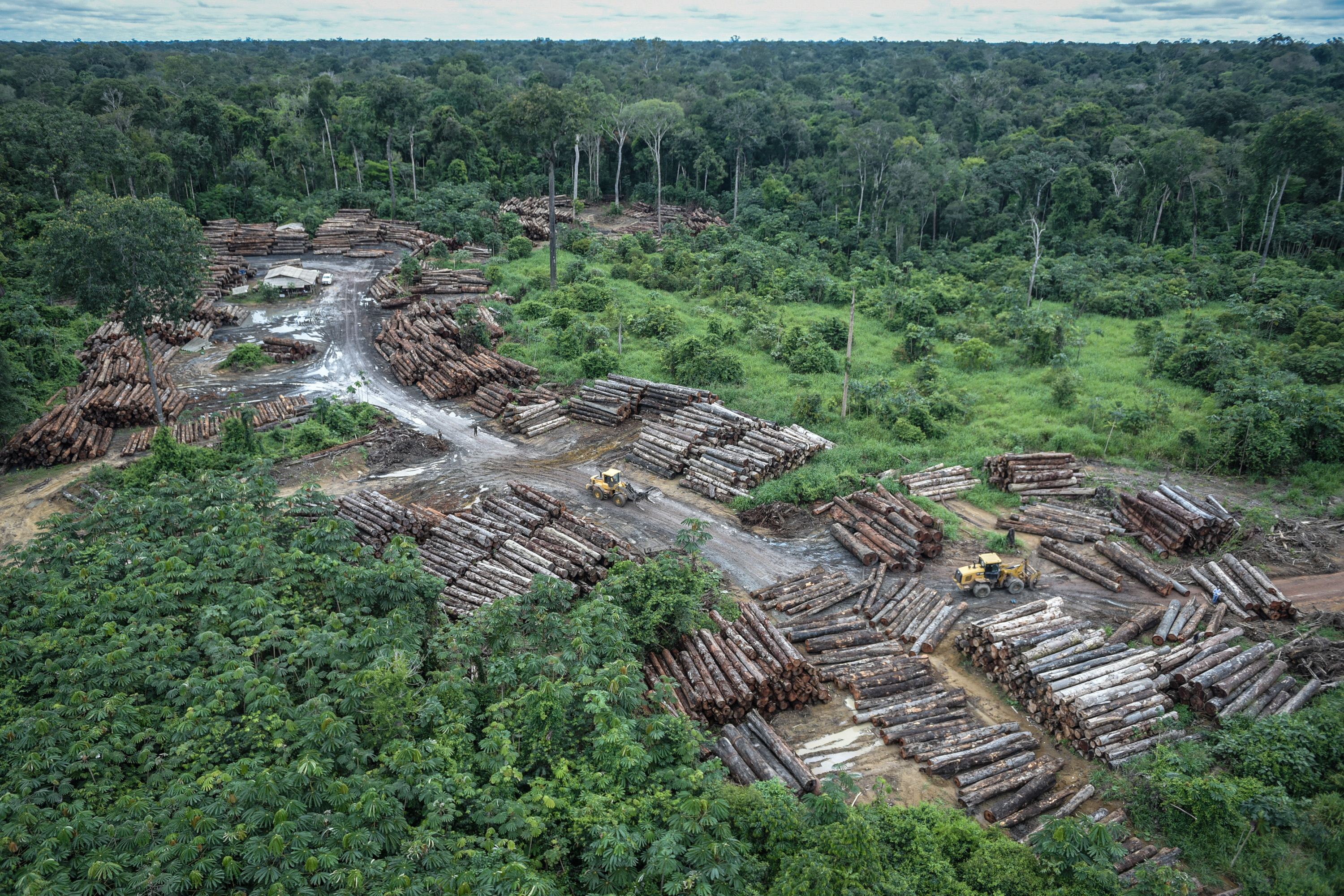
Ação do Ibama em 2018 apreendendo mais de 7 mil toras advindas do desmatamento ilegal

Dados oficiais do INPE identificaram cerca de 500 hectares desmatados até julho de 2021 no território, o equivalente a aproximadamente 300 mil árvores derrubadas. Em março desse mesmo ano, dados do Instituto Socioambiental indicaram que cerca de 48% do território é tomado pela grilagem de terras. Entre os anos de 2019 e meados de 2022, cerca de 30% do território indígena sofreu processo de grilagem e apresentou fazendas registradas no Cadastro Ambiental Rural (CAR) em sobreposição ao território indígena segundo levantamento de março de 2023.

Assim, devido às ameaças constantes de invasão por grileiros, madeireiros e colonos localizados no limite da TI, em maio de 2022 o Ministério Público Federal protocolou um pedido na Justiça para tutela de urgência para garantia da proteção do território.